# Walschbronn
 Walschbronn  es una población y comuna francesa, en la región de Lorena, departamento de Mosela, en el distrito de Sarreguemines y cantón de Volmunster.

## Demografía
| 542 | 552 | 539 | 532 | 478 | 525 |
| Para los censos de 1962 a 1999 la población legal corresponde a la población sin duplicidades (Fuente: INSEE [Consultar]) |     |     |     |     |     |